# Iván Raña
Iván Raña (ur. 10 czerwca 1979 w Ordes) – hiszpański triathlonista.
Trzykrotny uczestnik IO w Sydney, Atenach i Pekinie. Brązowy medalista Mistrzostw Świata Juniorów z 1999. Złoty medalista w Aquatlonie z 2001. Mistrz Świata w triathlonie z 2002, srebrny medalista Mistrzostw Świata z 2003 i 2004. Złoty medalista Mistrzostw Europy z 1999 (jako junior), 2002, 2003, natomiast w 2001 wicemistrz Europy.